# Lehenalm (Dorfgastein)
Die Lehenalm ist eine Alm in der Gemeinde Dorfgastein im österreichischen Bundesland Salzburg.

## Lage und Charakteristik
Die Lehenalm erstreckt sich auf den nordöstlichen Hängen des Hahnbalzköpfls in der Goldberggruppe. Sie liegt in der Ortschaft Unterberg und in der Katastralgemeinde Klammstein. Eine Almhütte steht auf einer Höhe von 1424 m ü. A. Sie ist Teil des Eigenjagdgebiets Neufangalpe bzw. Lehenalm.
Das Gelände fällt Richtung Osten ab. Über die Lehenalm fließen der Neudeckbach, der in die Gasteiner Ache mündet, und dessen Nebenbach Lerchhaltbach. Sie befindet sich großteils in einer Rotwild-Ruhezone, die von 1. November bis 31. Mai nicht betreten werden darf. Auf der Alm wachsen mehrere Kleinseggenriede.

## Geschichte
Im von 1823 bis 1830 erstellten Franziszeischen Kataster ist im Bereich der Almhütte ein unbenanntes Gebäude verzeichnet. Die Almhütte wurde von 2012 bis 2013 renoviert und erweitert. Am 13. November 2020 stand sie in Brand.